# Chamaecostus cuspidatus
Chamaecostus cuspidatus là một loài thực vật có hoa trong họ Costaceae. Loài này được (Nees & Mart.) C.Specht & D.W.Stev. mô tả khoa học đầu tiên năm 2006.
Đây là loài thân thảo bản địa đông Brazil (bang Bahia và Espirito Santo). Tại Ấn Độ, loài này được gọi là cây insulin do nó được sử dụng trong thuốc Ayurveda do các đặc tính chống tiểu đường.
Hoa nở vào các tháng ấm. Và chúng trông như các đầu hình nón tại đầu các cành.
Trong y học Siddha, loài này được gọi là Kostum. Loài này được trồng ở Kashmir và khu vực dãy núi Himalaya để lấy rễ.

## Hình ảnh

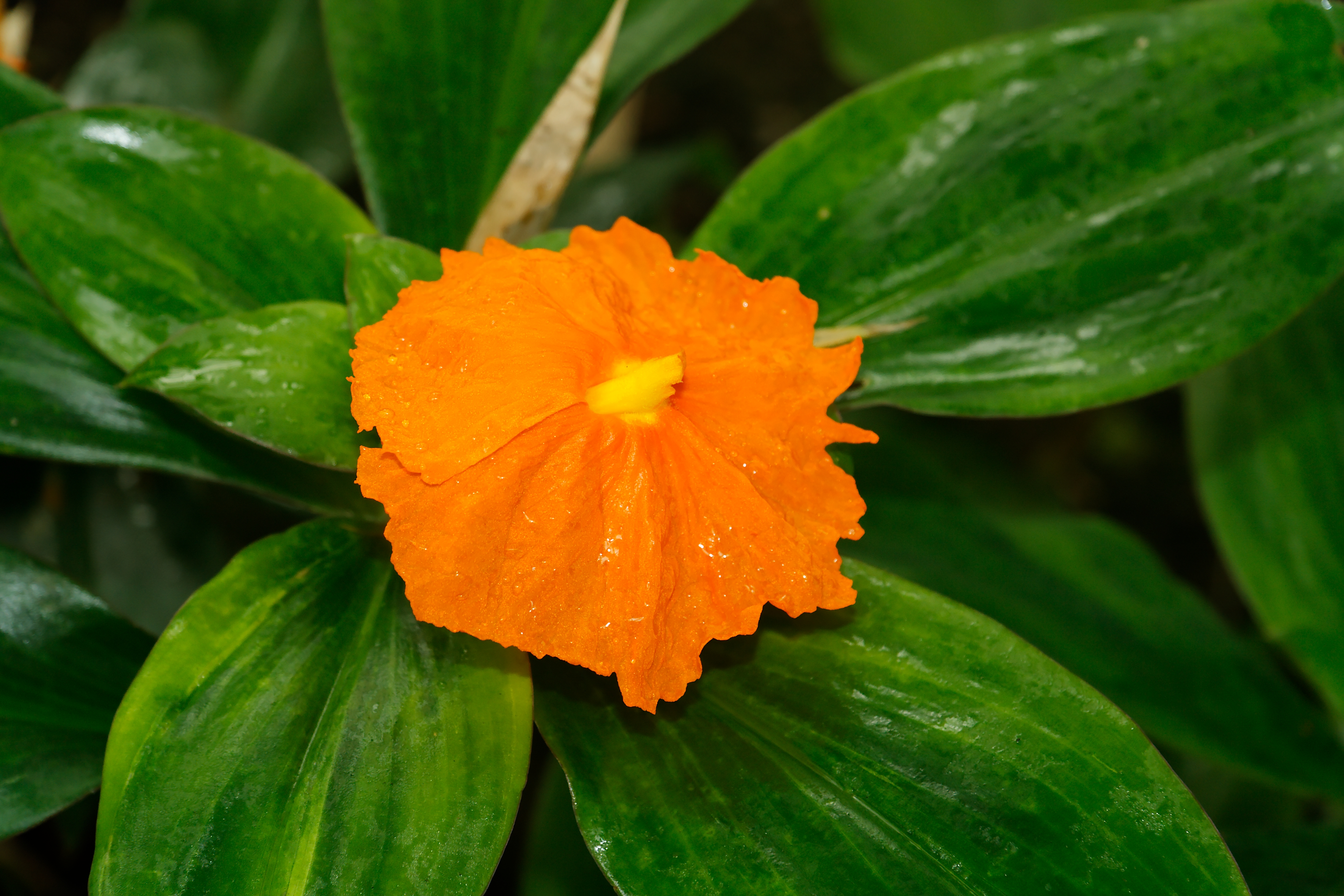
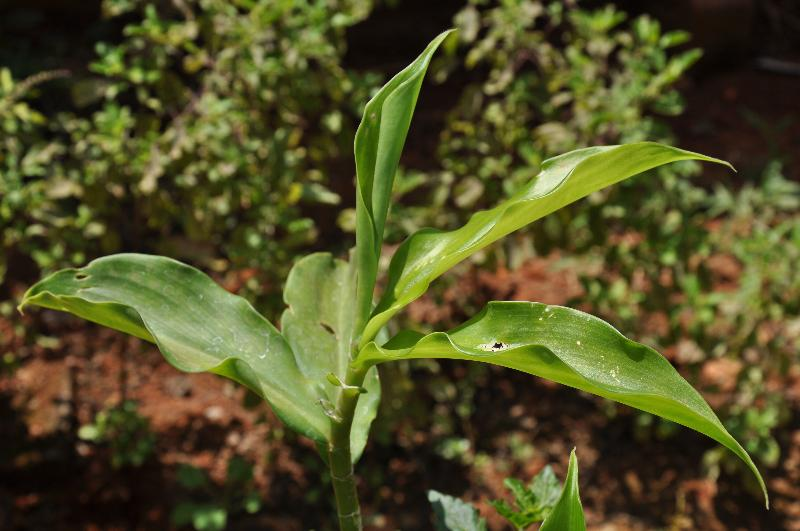
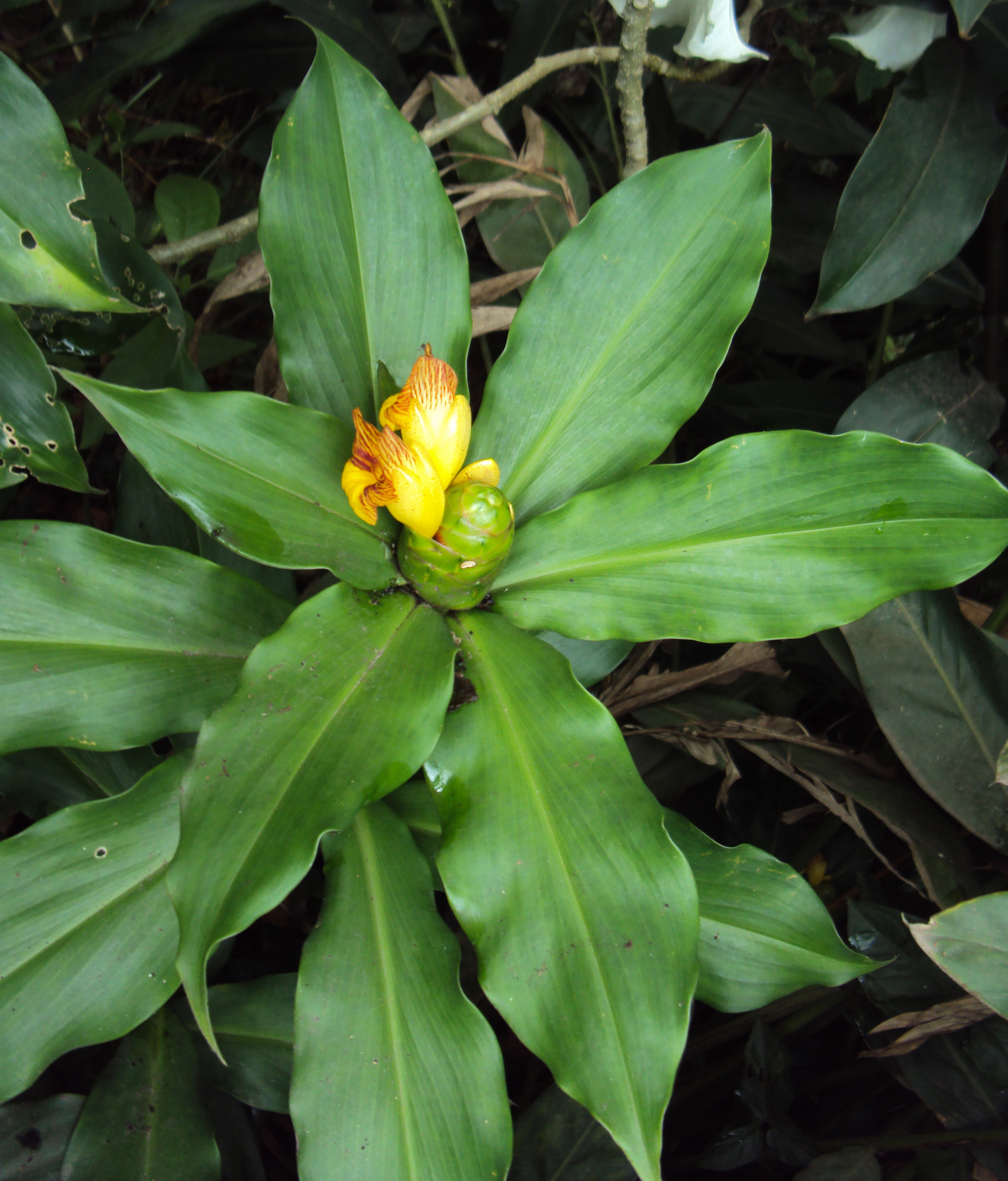
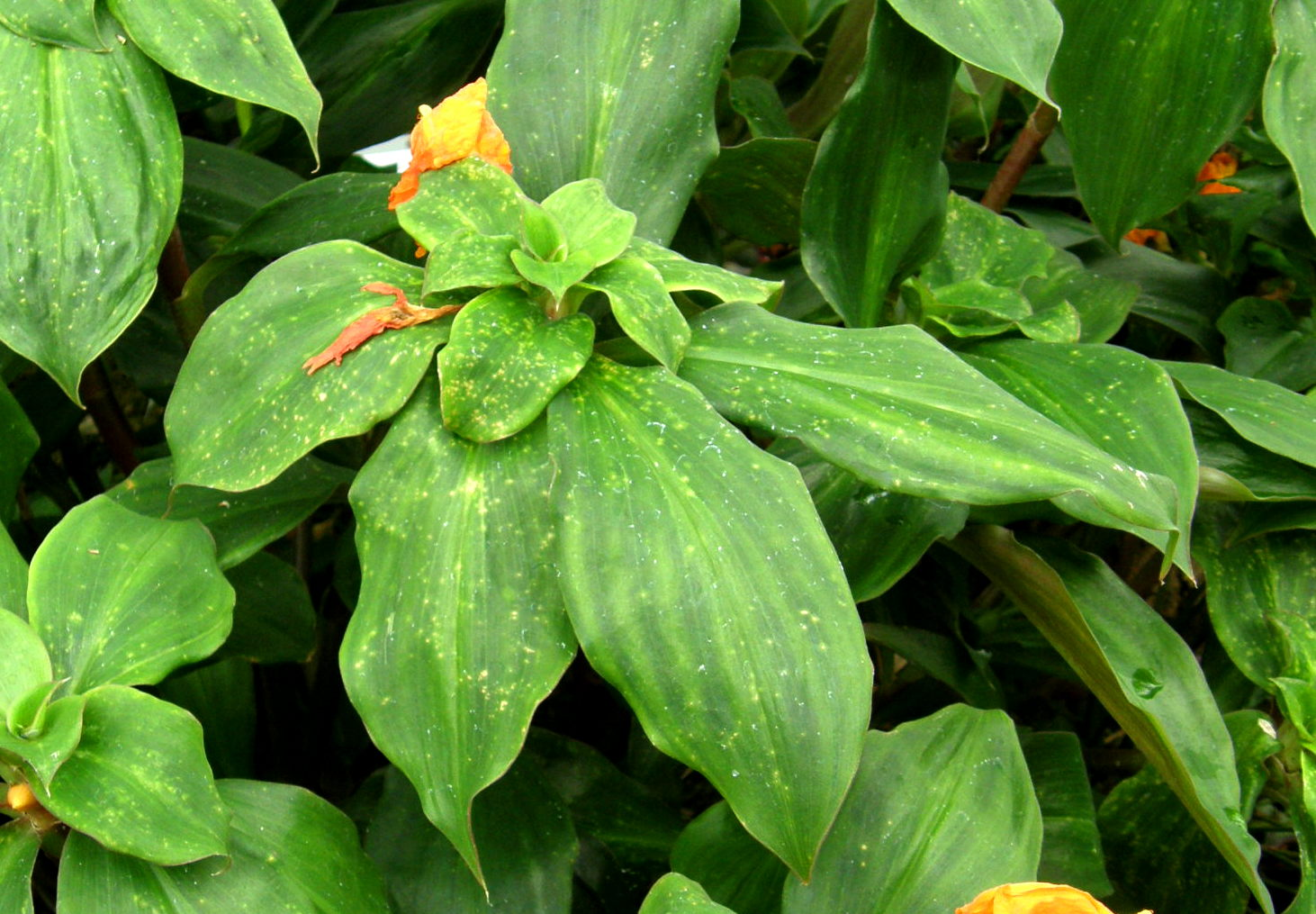